# Overland Light Four
Der Overland Light Four 90 war ein US-amerikanischer PKW, den Willys-Overland in Toledo (Ohio), 1917 herausbrachte. Dieses Modell ersetzte das Modell 83 und wurde den ähnlich gebauten Overland Light Six und Overland Big Four zur Seite gestellt. Daneben bot die Firma auch verschiedene Modelle mit Hülsenschiebermotoren unter dem Namen Willys-Knight an.
Der Wagen hatte einen vorne längs eingebauten Vierzylinder-Reihenmotor mit 32 bhp (23,5 kW) Leistung. Der Radstand betrug 2692 mm und die Wagen kosteten zwischen 665,-- US-$ und 1340,-- US-$.
Es gab einen 2-sitzigen Roadster, einen 5-sitzigen Tourenwagen, einen Country Club Roadster mit 2 Sitzen und eine Limousine mit 5 Sitzen. Der Wagen wurde noch bis 1919 gebaut und dann durch das Modell 4 ersetzt.